# (39402) 9074 P-L
9074 P-L (asteroide 39402) é um asteroide da cintura principal. Possui uma excentricidade de 0.14578550 e uma inclinação de 0.74864º.
Este asteroide foi descoberto no dia 17 de outubro de 1960 por Cornelis Johannes van Houten e Ingrid van Houten-Groeneveld e Tom Gehrels em Palomar.